# NGC 7528
NGC 7528 est vaste galaxie elliptique située dans la constellation de Pégase. Sa vitesse par rapport au fond diffus cosmologique est de 8 397 ± 33 km/s, ce qui correspond à une distance de Hubble de 123,9 ± 8,7 Mpc (∼404 millions d'al). NGC 7528 a été découverte par l'astronome britannique Andrew Ainslie Common en 1880.